# إنديانابوليس 500 سنة 1982
سباق إنديانا بوليس -500 ميل 1982 أقيم في حلبة إنديانابوليس موتور سبيدواي في 30 مايو 1982 وفاز في السباق غوردون جونكوك من فريق باتريك راسينغ بمتوسط سرعة 162.029 ميل/س (260.760 كم/س).
وكان أول المنطلقين ريك ميرز بسرعة 207.004 ميل/س (333.141 كم/س).